# Chặng đua GP Áo 2020
Chặng đua GP Áo 2020 (tên chính thức là Formula 1 Rolex Großer Preis von Österreich 2020) là chặng đua đầu tiên của Giải đua xe Công thức 1 2020. Chặng đua diễn ra từ ngày 03  đến ngày 05 tháng 07 năm 2020 tại trường đua Red Bull Ring, Áo. Người chiến thắng là Valtteri Bottas của đội đua Mercedes.

## Diễn biến chính
Valtteri Bottas giành pole và dẫn đầu cho đến khi cán đích. Chiến thắng đồng thời cũng đưa anh lên vị trí dẫn đầu trên BXH tổng.
Nhà đương kim vô địch bị phạt 3 bậc xuất phát do lỗi phớt lờ cờ vàng ở phiên phân hạng. Tuy nhiên việc phải xuất phát từ vị trí thứ 5 không gây khó cho Hamilton. Sau 9 vòng anh đã vượt lên P2. Trong khi đó thì đối thủ chính của các tay đua Mercedes là Max Verstappen lại phải bỏ cuộc từ rất sớm do hệ thống điện tử của chiếc xe trục trặc.
Ở nửa cuối cuộc đua, có hai lần xe an toàn phải xuất hiện do các sự cố của Romain Grosjean, George Russell và Kimi Raikkonen.
Đến cuối cuộc đua, Alexander Albon tấn công Hamilton thì bị người đàn anh đẩy ra khỏi đường đua. Hamilton dù cán đích ở vị trí thứ hai nhưng đã bị phạt 5 giây nên bị tụt xuống P4. Hai tay đua lên podium cùng Bottas là Charles Leclerc và Lando Norris. Với Norris thì đây là lần đầu tiên anh lên podium F1.
Vì đây là chặng đua đầu tiên nên đương nhiên Bottas là người dẫn đầu BXH tổng với 25 điểm.

## Kết quả
| Stt                                                             | Số xe | Tay đua            | Đội đua                   | Lap | Thời gian     | Xuất phát | Điểm |
| --------------------------------------------------------------- | ----- | ------------------ | ------------------------- | --- | ------------- | --------- | ---- |
| 1                                                               | 77    | Valtteri Bottas    | Mercedes                  | 71  | 1:30:55.739   | 1         | 25   |
| 2                                                               | 16    | Charles Leclerc    | Ferrari                   | 71  | +2.700        | 7         | 18   |
| 3                                                               | 4     | Lando Norris       | McLaren-Renault           | 71  | +5.491        | 3         | 16   |
| 4                                                               | 44    | Lewis Hamilton     | Mercedes                  | 71  | +5.689        | 5         | 12   |
| 5                                                               | 55    | Carlos Sainz Jr.   | McLaren-Renault           | 71  | +8.903        | 8         | 10   |
| 6                                                               | 11    | Sergio Pérez       | Racing Point-BWT Mercedes | 71  | +15.092       | 6         | 8    |
| 7                                                               | 10    | Pierre Gasly       | AlphaTauri-Honda          | 71  | +16.682       | 12        | 6    |
| 8                                                               | 31    | Esteban Ocon       | Renault                   | 71  | +17.456       | 14        | 4    |
| 9                                                               | 99    | Antonio Giovinazzi | Alfa Romeo Racing-Ferrari | 71  | +21.146       | 18        | 2    |
| 10                                                              | 5     | Sebastian Vettel   | Ferrari                   | 71  | +24.545       | 11        | 1    |
| 11                                                              | 6     | Nicholas Latifi    | Williams-Mercedes         | 71  | +31.650       | 20        |      |
| 12                                                              | 26    | Daniil Kvyat       | AlphaTauri-Honda          | 69  | Suspension    | 13        |      |
| 13                                                              | 23    | Alexander Albon    | Red Bull Racing-Honda     | 67  | Electronics   | 4         |      |
| Ret                                                             | 7     | Kimi Räikkönen     | Alfa Romeo Racing-Ferrari | 53  | Wheel         | 19        |      |
| Ret                                                             | 63    | George Russell     | Williams-Mercedes         | 49  | Fuel pressure | 17        |      |
| Ret                                                             | 8     | Romain Grosjean    | Haas-Ferrari              | 49  | Brakes        | 15        |      |
| Ret                                                             | 20    | Kevin Magnussen    | Haas-Ferrari              | 24  | Brakes        | 16        |      |
| Ret                                                             | 18    | Lance Stroll       | Racing Point-BWT Mercedes | 20  | Engine        | 9         |      |
| Ret                                                             | 3     | Daniel Ricciardo   | Renault                   | 17  | Overheating   | 10        |      |
| Ret                                                             | 33    | Max Verstappen     | Red Bull Racing-Honda     | 11  | Electronics   | 2         |      |
| Fastest lap: Lando Norris (McLaren-Renault) – 1:07.475 (lap 71) |       |                    |                           |     |               |           |      |

Nguồn: Trang chủ Formula1

## BXH sau chặng đua
| Stt     | Tay đua          | Điểm |
| ------- | ---------------- | ---- |
| 1       | Valtteri Bottas  | 25   |
| 2       | Charles Leclerc  | 18   |
| 3       | Lando Norris     | 16   |
| 4       | Lewis Hamilton   | 12   |
| 5       | Carlos Sainz Jr. | 10   |
| Source: |                  |      |

| Stt     | Đội đua                   | Điểm |
| ------- | ------------------------- | ---- |
| 1       | Mercedes                  | 37   |
| 2       | McLaren-Renault           | 26   |
| 3       | Ferrari                   | 19   |
| 4       | Racing Point-BWT Mercedes | 8    |
| 5       | AlphaTauri-Honda          | 6    |
| Source: |                           |      |